# Zlomljeni steber
Zlomljeni steber (špansko La Columna Rota) je slika z oljem na lesonitu mehiške umetnice Fride Kahlo, ki jo je leta 1944 naslikala kmalu po tem, ko je imela operacijo hrbtenice, da bi odpravila stalne težave, ki so bile posledica hude prometne nesreče, ko je imela stara 18 let. Izvirnik je shranjen v Museo Dolores Olmedo v Xochimilcu, Ciudad de México, Mehika.
Kot pri mnogih njenih avtoportretih sta bolečina in trpljenje v središču dela, čeprav je za razliko od mnogih drugih njenih del, ki vključujejo papige, pse, opice in druge ljudi, na tej sliki Kahlo sama. Njena samotna prisotnost na razpokani in pusti pokrajini simbolizira tako njeno osamljenost kot zunanje sile, ki so vplivale na njeno življenje. Ker bi lahko potres razpokal pokrajino, je Kahlo nesreča zlomila telo.
Na sliki je Kahlojin goli trup razklan, kar posnema zemljo, prepleteno z grapami za njo, in namesto njene hrbtenice razkriva razpadajoči jonski steber. Njen obraz gleda naprej, neomajno, čeprav solze tečejo po njenih licih. Kljub zlomljenosti njenega notranjega telesa je njena zunanja čutnost neokrnjena. Tkanina, ki ovija spodnji del njenega telesa in jo prime v roke, ni znak skromnosti, temveč odseva krščansko ikonografijo Kristusovega prta, tako kot žeblji, ki prebadajo njen obraz in telo. Žeblji se nadaljujejo samo po njeni desni nogi, ki je ostala krajša in šibkejša zaradi otroške paralize, ki jo je preživela kot majhen otrok.
Kovinski steznik, ki prikazuje oporo za otroško paralizo namesto kirurške opore, se morda nanaša na njeno zgodovino otroške paralize ali simbolizira fizične in družbene omejitve Kahlojinega življenja. Do leta 1944 so Kahlojini zdravniki priporočili, naj nosi jekleni steznik namesto mavčnih oblog, ki jih je nosila prej. Upodobljena naramnica je ena od mnogih, ki jih je Frida dejansko uporabljala v svojem življenju in je zdaj shranjena v njenem domu in muzeju, Casa Azul. V sliki Zlomljeni steber ta steznik drži skupaj poškodovano Kahlojino telo.

## Kahlo kot mučenica
Iz upodobitve same sebe lahko potegnemo vzporednico z »Mučeništvom svetega Boštjana«. V Boštjanovi legendi so odkrili, da je kristjan, in ga privezali na drevo ter uporabili kot tarčo za lokostrelstvo. Kljub temu, da so ga pustili umreti, preživi, da bi kasneje umrl zaradi svoje vere v rokah Rimskega cesarstva. Pogosto ga upodabljajo privezanega na drevo, s telesom, posejanim s puščicami. Ameriški pesnik Bruce Bond je v pesmi iz leta 2013, poimenovani po svetniku, zapisal: »bolečina je puščica, ki pripne telo na kost«. Frida Kahlo se vizualno ujema z mučenikom in ker je bila vzgojena v katoliškem domu, bi bila seznanjena z zavetnikom vojakov.
Desmond O'Neill, zdravnik, ki piše za British Medical Journal, opisuje Fridino delo kot bistveno orodje pri razumevanju bolečine pri bolnikih. Zdravnik pohvali Fridino sposobnost upodobitve neoprijemljivega občutka kronične bolečine. Na ta način postane mučenica za tiste, ki jih pestijo kronične bolečine. V svoji pripravljenosti, da gledalcu razkrije svojo dušo, omogoča boljše razumevanje tega, kaj pomeni živeti z nenehno in močno bolečino. Čeprav je bolečina povsod okrog nas, nimamo sposobnosti, da bi jo »dojeli ali izrazili«, je Frida Kahlo izjema pri problemu upodabljanja bolečine.